# ناتاشا مالته
ناتاشا مالته (انگلیسی: Natassia Malthe؛ زادهٔ ۱۹ ژانویهٔ ۱۹۷۴) یک هنرپیشه، و مانکن اهل نروژ است. وی از سال ۱۹۹۶ میلادی تاکنون مشغول فعالیت بوده‌است.
از فیلم‌ها یا برنامه‌های تلویزیونی که وی در آن نقش داشته است می‌توان به الکترا، آشوب و به نام پادشاه ۲: دو جهان، این یعنی جنگ، سکس و مرگ ۱۰۱ و سقوط‌کرده اشاره کرد.